# آلفونسو سوبرو
آلفونسو سوبرو (انگلیسی: Alfonso Subero؛ زادهٔ ۱۸ ژانویهٔ ۱۹۷۰) بازیکن سابق فوتبال اهل اسپانیا است که در پست دروازه‌بان بازی می‌کرد و بعد از کناره‌گیری از بازی، به عنوان مربی مشغول به کار شد.